# Манфред Мангліц
Манфред Мангліц (нім. Manfred Manglitz, нар. 8 березня 1940, Кельн) — західнонімецький футболіст, що грав на позиції воротаря.
Виступав за клуби «Баєр 04», «Дуйсбург» та «Кельн», а також національну збірну ФРН, у складі якої став бронзовим призером чемпіонату світу 1970 року.

## Клубна кар'єра
У дорослому футболі дебютував 1961 року виступами за команду «Баєр 04», в якій провів два сезони. Перший — у другому дивізіоні Оберліги Захід, в якому посів з командою перше місце і сезон 1962/63 провів у Західній Оберлізі, одному з кількох вищих дивізіонів країни на той момент, де зіграв 26 матчів за команду і посів з нею дев'яте місце, але цього не вистачило для того, аби потрапити до новоствореної Бундесліги, загальнонімецького чемпіонату.
В результаті 1963 року Мангліц перейшов у "«Мейдеріхер» (з 1967 року — «Дуйсбург») і відіграв за дуйсбурзький клуб наступні шість сезонів своєї ігрової кар'єри. Більшість часу, проведеного у складі «Дуйсбурга», був основним гравцем команди і 1964 року став віце-чемпіоном ФРН, а 1966 року фіналістом національного кубка. Також Мангліц став першим воротарем, який забив гол у Бундеслізі — у червні 1967 року він забив гол у матчі проти «Боруссії» (Менхенгладбах) з пенальті, втім його команда все одно поступилась 1:3.
1969 року перейшов до клубу «Кельн», за який відіграв 2 сезони. Граючи у складі «Кельна» також здебільшого виходив на поле в основному складі команди і двічі поспіль у 1970 та 1971 роках ставав фіналістом Кубка ФРН, втім так цей трофей і не виграв. 1971 року Мангліц опинився в епіцентрі скандалу з договірними матчами Бундесліги. В результаті ряд гравців команди отримали різні покарання, а Мангліца довічно відсторонили від футболу в німецьких лігах.
У 1974 році з футболіста була знята дискваліфікація і він знову став грати у футбол, виступаючи до 1978 року за аматорський «Блау-Вайс» (Кельн), паралельно в сезоні 1975/76 років зігравши у п'яти матчах другої Бундесліги за «Мюльгайм». Завершив професійну кар'єру футболіста виступами за іншу аматорську команду «Вест-Кельн», в якій грі у 1978—1980 роках.

## Виступи за збірну
Навесні 1965 року Мангліц зіграв у двох матчах у складі національної збірної ФРН, після чого тривалий час за неї не виступав. Лише на початку 1970 року він знову отримав шанс проявити себе у збірній, зігравши ще у двох іграх, після чого поїхав на чемпіонат світу 1970 року у Мексиці, на якому команда здобула бронзові нагороди. На турнірі Манфред був запасним воротарем і на поле не виходив, тим не менш за бронзові медалі разом з усіма гравцями був нагороджений срібним лавровим листом. Після «мундіалю» за збірну більше не грав.

## Титули і досягнення
- Бронзовий призер чемпіонату світу: 1970